# 23 (álbum de Jorge Ben Jor)
23 es el vigésimo sexto álbum del cantante brasileño Jorge Ben Jor. Fue lanzado y grabado en LP el año 1993, con el sello discográfico de Warner Music, este álbum tiene estilo de música roquera con música folclórica y humorística, en la parte melódica a la moda de Caetano Veloso.
Todas las canciones fueron compuestas y escritas por el mismo artista.

## Listado de canciones
1. Alcohol
2. Eu sou cruel
3. Engenho De Dentro
4. Moça bonita
5. Mulheres no volante
6. Cowboy Jorge
7. Bumbo da Mangueira
8. Princesa
9. Goleiro (Eu vou lhe avisar)
10. Spirogyra Story